# WinMX
WinMX est un logiciel gratuit permettant le partage de fichiers en pair à pair.

## Description
La particularité de WinMX est qu'il permet de relier les utilisateurs à plusieurs réseaux de peer-to-peer en même temps. Il est ainsi possible d'échanger des fichiers à travers différents réseaux, ce qui augmente de manière considérable le nombre de fichiers disponibles.

## La chute de WinMX
Le 21 septembre 2005, le réseau et site web de WinMX ont été officiellement mis hors ligne, à cause de plusieurs plaintes portées devant la justice américaine. Le 13 septembre 2005, le créateur du réseau WinMX, «FrontCode Tecnologies», avait reçu de la part du Recording Industry Association of America (RIAA) une lettre leur demandant d'installer un type de filtre permettant d'exclure du réseau tout fichier non autorisé (c’est-à-dire les fichiers protégés par des lois de copyright- y compris des chansons et des vidéos) ou la fermeture pure et simple du service WinMX s'ensuivrait.

## La renaissance de WinMX
La popularité de WinMX a donné lieu à une apparition de plusieurs patchs pour assurer le fonctionnement continu du réseau. On peut désormais continuer à utiliser le réseau WinMX après avoir obtenu un tel logiciel (voir les liens ci-dessous) en se connectant à de nouvelles bases de données (nécessaires pour que le logiciel puisse fonctionner) créées à la suite de la fermeture de celles du réseau WinMX.

## Caractéristique de WinMX
- Relation simultanée à plusieurs réseaux se basant sur OpenNap et le protocole Napster.
- Téléchargement de plusieurs sources en même temps ;
- Filtres pour la vitesse et débit binaire (gestion d'éventail). L'utilisation de l'éventail peut ainsi être bien contrôlée ;
- Recherche restrictive d'artistes et de titres ;
- Reprise, admission automatique de téléchargements interrompus, même après un recommencement du logiciel ;
- Fonction chat décentralisée ;
- Représentation graphique de l'éventail ;

Le site officiel de WinMX est fermé le 21 septembre 2005, à la suite de la demande du RIAA. Il faut  pour que le logiciel continue de fonctionner.